# الدورة 44 لمهرجان قرطاج الدولي
أقيمت الدورة 44 لمهرجان قرطاج الدولي في الفترة من 11 جويلية إلى 17 اوت 2008 وقد تم تكليف سمير بلحاج يحي لإدارة المهرجان

## برنامج الدورة
- 11 يوليو: الافتتاح بعرض «لمّة وزهو» من إخراج البشير الدريسي وموسيقى فيصل القروي
- الأحد 13 يوليو: مسرحية من فرنسا بعنوان Andromaque
- 14 يوليو: عرض شريط La mome
- 15 يوليو: عرض المحاسن للفنانة سعاد محاسن
- 16 يوليو: صوت الجماهير الفنان السينغالي يوسو ندور
- الخميس 17 يوليو: عرض الأغاني الخالدة بقيادة الفنان عبد الرحمن العيادي
- 18 يوليو: إيمان البحر درويش
- 19 يوليو: وائل جسّار ومروان الخوري
- 20 يوليو: الفنانة الإيطالية Dolcenera
- 21 يوليو: المجموعة الإيطالية Orchestra Di Piazza Vittorio
- 22 يوليو: من الجماييك نجم الريقي والراقا Shaggy
- 23 يوليو: فارس كرم
- 24 يوليو: عرض بعنوان «أم الحسن غنّات» للفنان كمال الفرجاني
- 25 يوليو: نجوى كرم
- 26 يوليو: الشابة خيرة ورضا الطلياني والشاب ريان والشاب سليم من الجزائر
- 27 يوليو: مسرحية الموسوس لمحمد إدريس
- 28 يوليو: الشريط الإيطالي Jamais Plus Comme Avant
- 29 يوليو: سهرة رقص آمال بنت
- 30 يوليو: محمد الجبالي
- 31 يوليو: بالي إنانا لجهاد مفلح في عرض السندباد رحلة الأرجوان
- 01 أغسطس: لطيفة العرفاوي
- 02 أغسطس: ماجدة الرومي
- 03 أغسطس: charanga habanera et sixth revelation
- 04 أغسطس: سهرة الإيقاعات من فرنسا والبنين
- 05 أغسطس: نور مهنا
- 06 أغسطس: الأوبرا الوطنية بكياف من أوكرانيا
- 07 أغسطس: صابر الرباعي
- 08 أغسطس: الفنان الفرنسي Gerard Lenorman
- 09 أغسطس: هاني شاكر
- 10 أغسطس: مسرحية خمسون لجليلة بكار والفاضل الجعايبي
- 11 أغسطس: من الجماييك شون بول
- 12 أغسطس: كاظم الساهر
- 14 أغسطس: أمينة فاخت
- 15 أغسطس: أنغام
- 16 أغسطس: شريط Death Sentence
- 17 أغسطس: عرض يا ليل يا قمر لمحمد القرفي